# Sulochana Gadgil
Sulochana Gadgil née Phatak, née le 7 juin 1944 à Pune (Raj britannique), morte le 24 juillet 2025 à Bangalore, est une climatologue et météorologue indienne au Centre des sciences atmosphériques et océaniques (CAOS) de Bangalore en Inde.
Elle étudie les causes de la mousson et les stratégies agricoles possibles, et recherche à modéliser ces phénomènes. Ses recherches mettent en évidence la variation sous-saisonnière des bandes nuageuses de la mousson et lui permettent de démontrer que celle-ci est la manifestation saisonnière d'un système nuageux à l'échelle planétaire qui est également observé au-dessus des régions de non mousson.

## Biographie

### Jeunesse et formation
Sulochana Phatak est née le 7 juin 1944 à Pune dans l'État du Maharashtra en Inde britannique. Elle est issue d'une lignée célèbre, son arrière-grand-père étant ministre de l'État de Tonk, connu pour ses efforts héroïques pour aider les gens pendant les graves sécheresses. Son grand-père et son père étaient des médecins respectés. En même temps, son grand-père était un combattant de la liberté et accueillait chez lui plusieurs participants actifs de la lutte contre le régime colonial. Sa mère était une écrivaine de langue marathi.
Elle a fait ses premières études à Pune, dans le milieu marathi. Elle a ensuite poursuivi ses études secondaires en anglais à Rishi Valley, un pensionnat de l'État d'Andhra Pradesh. Elle est revenue à Pune pour ses études de premier cycle au Fergusson College où elle s'est orientée vers les sciences naturelles. Elle s'est spécialisée en chimie, physique et mathématiques. À cette époque, elle se fiance à Madhav Gadgil, un camarade de classe et ensemble, ils ont décidé de poursuivre des carrières scientifiques. Ils ont tous deux été admis avec des bourses d'études de Harvard.

### Recherches
En 1971, Sulochana Gadgil est retournée en Inde avec son mari, également boursier de Harvard. Elle a travaillé à l'Institut indien de météorologie tropicale en tant qu'officier de pool CSIR pendant deux ans. Elle a travaillé avec des scientifiques comme R. Ananthakrishnan et le Dr Sikka pendant cette période. Elle a été recrutée au Centre d'études théoriques (CTS) de l'Institut indien de technologie de Kharagpur en tant que membre. Son mari a également été recruté au CTS en tant qu'environnementaliste mathématique. Une nouvelle institution en est résultée, le Centre des sciences atmosphériques et océaniques (CAOS).
Sulochana Gadgil a étudié le comment et le pourquoi de la mousson, y compris les stratégies agricoles pour faire face à la variabilité des précipitations et tâcher de modéliser les phénomènes environnementaux et leur évolution. Ses recherches ont conduit à la découverte d'une caractéristique fondamentale de la variation sous-saisonnière des bandes nuageuses de la mousson.
Elle a démontré que la mousson n'est pas une brise gigantesque terre-mer mais plutôt une manifestation de la migration saisonnière d'un système nuageux à l'échelle planétaire qui est également observée au-dessus des régions de non mousson. En collaboration avec les agriculteurs, elle a élaboré des stratégies agricoles adaptées à la variabilité des précipitations de différentes régions de l'Inde.

### Famille
Sulochana Gadgil est mariée à Madhav Gadgil, un écologue. Ils ont une fille et un fils.